# Mustelus manazo
Mustelus manazo е вид акула от семейство Triakidae.

## Разпространение и местообитание
Видът е разпространен във Виетнам, Кения, Китай, Провинции в КНР, Русия, Северна Корея, Тайван, Южна Корея и Япония.
Обитава пясъчните дъна на океани и морета в райони с тропически и умерен климат. Среща се на дълбочина от 138 до 292,5 m, при температура на водата около 16,9 °C и соленост 35,3 ‰.

## Описание
На дължина достигат до 2,2 m, а теглото им е максимум 5720 g.
Продължителността им на живот е около 10 години.